# Moclinejo
Moclinejo è un comune spagnolo di 1 274 abitanti situato nella comunità autonoma dell'Andalusia.
Nel settembre 2011 l'attivista LGBT Javier Checa propone di fare di Moclinejo il primo paese totalmente gay, attraverso un Referendum, provocando un'accesa polemica.